# Prêmio da Música Brasileira para Melhor Lançamento de Sertanejo
O Prêmio da Música Brasileira para Melhor Lançamento de Sertanejo é concedido anualmente desde 2024 pela tradicional premiação musical. O prêmio surgiu com a introdução de novas categorias dedicadas ao gênero sertanejo, separando-se da categoria de Melhor Lançamento de Canção Popular.

## Vencedores e indicados
| Ano  | Vencedor(a)                           | Indicados                                                                     | Ref.  |
| ---- | ------------------------------------- | ----------------------------------------------------------------------------- | ----- |
| 2024 | Boiadeira Internacional — Ana Castela | - Ao Vivo em Portugal — Maiara & Maraisa - Desatemos os Nós — Roberta Miranda | [ 3 ] |